# Pulitzerova cena

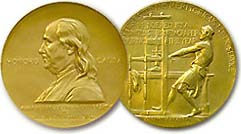
Zlatá Pulitzerova medaile pro laureáty

Pulitzerova cena je každoročně udělované prestižní americké žurnalistické a umělecké ocenění.
Jejím zakladatelem je americký novinář maďarského původu Joseph Pulitzer. Cena je udělována od roku 1917 a v současné době obsahuje 21 kategorií. Ve dvaceti kategoriích získává laureát odměnu 15 000$ (odměna byla navýšena v roce 2017 z předchozích 10 000$). V kategorii veřejné služby obdrží zlatou medaili. Od počátku je tato cena udělována za žurnalistiku a literaturu, přičemž od roku 1943 se tato cena rozšířila i do oblasti hudební tvorby. Cenu uděluje Kolumbijská univerzita v New Yorku.
Cena za beletrii je udělována americkým prozaikům (dramatu je vyhrazena vlastní kategorie) a oceněné dílo by se mělo převážně zabývat životem v USA.

## Cena za beletrii – laureáti

### 1917–1920
- 1917 – cena nebyla udělena
- 1918 – Ernest Poole, His Family
- 1919 – Booth Tarkington, The Magnificent Ambersons
- 1920 – cena nebyla udělena

### 1921–1930
- 1921 – Edith Whartonová, The Age of Innocence (česky Věk nevinnosti, 1994)
- 1922 – Booth Tarkington, Alice Adams
- 1923 – Willa Catherová, One of Ours
- 1924 – Margaret Wilson, The Able McLaughlins
- 1925 – Edna Ferberová, So Big  (česky Jak veliký, 1945)
- 1926 – Sinclair Lewis, Arrowsmith (česky Arrowsmith, 1993)
- 1927 – Louis Bromfield, Early Autumn (česky Časný podzim, 1995)
- 1928 – Thornton Wilder, The Bridge of San Luis Rey (česky Most Svatého Ludvíka krále, 1958)
- 1929 – Julia Peterkinová, Scarlet Sister Mary
- 1930 – Oliver Lafarge, Laughing Boy

### 1931–1940
- 1931 – Margaret Ayer, Years of Grace
- 1932 – Pearl S. Bucková, The Good Earth (česky Dobrá země, 1993)
- 1933 – T. S. Stribling, The Store
- 1934 – Caroline Miller, Lamb in His Bosom
- 1935 – Josephine Winslow Johnson, Now in November (česky Teď v listopadu, 1940)
- 1936 – Harold L. Davis, Honey in the Horn
- 1937 – Margaret Mitchellová, Gone With the Wind (česky Jih proti Severu, 2000)
- 1938 – John Phillips Marquand, The Late George Apley
- 1939 – Marjorie Kinnan Rawlings, The Yearling (česky Dítě divočiny, 1967)
- 1940 – John Steinbeck, The Grapes of Wrath (česky Hrozny hněvu, 1987)

### 1941–1950
- 1941 – cena nebyla udělena
- 1942 – Ellen Glasgow, In This Our Life
- 1943 – Upton Sinclair, Dragon's Teeth (česky Dračí zuby, 1993)
- 1944 – Martin Flavin, Journey in the Dark (česky Cesta tmou, 1949)
- 1945 – John Hersey, A Bell for Adano (česky Zvon pro Adano, 1970)
- 1946 – cena nebyla udělena
- 1947 – Robert Penn Warren, All the King's Men (česky Všichni jsou zbrojnoši královi, 1995)
- 1948 – James A. Michener, Tales of the South Pacific
- 1949 – James Gould Cozzens, Guard of Honor
- 1950 – A. B. Guthrie, Jr., The Way West

### 1951–1960
- 1951 – Conrad Richter, The Town
- 1952 – Herman Wouk, The Caine Mutiny
- 1953 – Ernest Hemingway, The Old Man and the Sea (česky Stařec a moře, 1985)
- 1954 – cena nebyla udělena
- 1955 – William Faulkner, A Fable (česky Báj, 1961)
- 1956 – MacKinlay Kantor, Andersonville
- 1957 – cena nebyla udělena
- 1958 – James Agee, A Death In The Family
- 1959 – Robert Lewis Taylor, The Travels of Jaimie McPheeters
- 1960 – Allen Drury, Advise and Consent

### 1961–1970
- 1961 – Harper Leeová, To Kill a Mockingbird (česky Jako zabít ptáčka, 1994)
- 1962 – Edwin O'Connor, The Edge of Sadness
- 1963 – William Faulkner, The Reivers
- 1964 – cena nebyla udělena
- 1965 – Shirley Ann Grau, The Keepers Of The House
- 1966 – Katherine Anne Porterová, Collected Stories
- 1967 – Bernard Malamud, The Fixer (česky Správkař, 1985)
- 1968 – William Styron, The Confessions of Nat Turner (česky Doznání Nata Turnera, 1972)
- 1969 – N. Scott Momaday, House Made of Dawn (česky Dům z úsvitu, 2001, ISBN 80-7203-386-7)
- 1970 – Jean Stafford, Collected Stories

### 1971–1980
- 1971 – cena nebyla udělena
- 1972 – Wallace Stegner, Angle of Repose
- 1973 – Eudora Weltyová, The Optimists Daughter (česky Optimistova dcera, 1982)
- 1974 – cena nebyla udělena
- 1975 – Michael Shaara, The Killer Angels (česky Andělé smrti, 2001)
- 1976 – Saul Bellow, Humboldt's Gift (česky Humboldtův dar, 1992)
- 1977 – cena nebyla udělena
- 1978 – James Alan McPherson, Elbow Room
- 1979 – John Cheever, The Stories of John Cheever
- 1980 – Norman Mailer, The Executioner's Song (česky Katova píseň, 1992)

### 1981–1990
- 1981 – John Kennedy Toole, A Confederacy of Dunces (česky Spolčení hlupců, 1995, ISBN 80-85794-58-6)
- 1982 – John Updike, Rabbit Is Rich (česky Králík je bohatý, 1990)
- 1983 – Alice Walkerová, The Color Purple, (česky Barva nachu, 2001, ISBN 80-7203-340-9)
- 1984 – William Kennedy, Ironweed
- 1985 – Alison Lurie, Foreign Affairs
- 1986 – Larry McMurtry, Lonesome Dove (česky Osamělá holubice, 1995, ISBN 80-85395-81-9)
- 1987 – Peter Taylor, A Summons to Memphis
- 1988 – Toni Morrisonová, Beloved (česky Milovaná, 1996)
- 1989 – Anne Tyler, Breathing Lessons
- 1990 – Oscar Hijuelos, The Mambo Kings Play Songs of Love

### 1991–2000
- 1991 – John Updike, Rabbit At Rest
- 1992 – Art Spiegelman, Maus (česky Maus, 1991)
- 1993 – Robert Olen Butler, A Good Scent from a Strange Mountain
- 1994 – Annie Proulxová, The Shipping News
- 1995 – Carol Shieldsová, The Stone Diaries (česky Deníky tesané do kamene, 1998)
- 1996 – Richard Ford, Independence Day
- 1997 – Steven Millhauser, Martin Dressler: The Tale of an American Dreamer
- 1998 – Philip Roth, American Pastoral (česky Americká idyla, 2005)
- 1999 – Michael Cunningham, The Hours (česky Hodiny, 2002, ISBN 80-207-1112-0)
- 2000 – Jhumpa Lahiriová, Interpreter of Maladies (česky Tlumočník nemocí, 2009)

### 2001–2010
- 2001 – Michael Chabon, The Amazing Adventures of Kavalier & Clay (česky Úžasná dobrodružství Kavaliera a Claye, 2009, ISBN 80-207-1162-7)
- 2002 – Richard Russo, Empire Falls (česky Zánik Empire Falls, 2009, ISBN 80-249-0406-3)
- 2003 – Jeffrey Eugenides, Middlesex (česky Hermafrodit, 2009, ISBN 978-80-7381-526-4)
- 2004 – Edward P. Jones, The Known World
- 2005 – Marilynne Robinsonová, Gilead (česky Gilead, 2009, ISBN 978-80-7335-201-1)
- 2006 – Geraldine Brooksová, March
- 2007 – Cormac McCarthy, The Road (česky Cesta, 2008, ISBN 978-80-7203-973-9)
- 2008 – Junot Díaz, The Brief Wondrous Life of Oscar Wao (česky Krátký, leč divuplný život Oskara Wajda, 2009, ISBN 978-80-257-0155-3)
- 2009 – Elizabeth Stroutová, Olive Kitteridge (česky Olive Kitteridgeová, 2010, ISBN 978-80-7217-754-7)
- 2010 – Paul Harding, Tinkers  (česky Tuláci, 2011, ISBN 978-80-207-1395-7)

### 2011–2020
- 2011 – Jennifer Eganová, A Visit from the Goon Squad (česky Návštěva bandy rváčů, 2012, ISBN 978-80-207-1425-1)
- 2012 – cena nebyla udělena
- 2013 – Adam Johnson, The Orphan Master's Son (česky Syn správce sirotčince, 2014, ISBN 978-80-7321-855-3)
- 2014 – Donna Tarttová, The Goldfinch (česky Stehlík, 2015, ISBN 978-80-257-1603-8)
- 2015 – Anthony Doerr, All the Light We Cannot See (česky Jsou světla, která nevidíme, 2015, ISBN 978-80-243-6760-6)
- 2016 – Viet Thanh Nguyen, The Sympathizer (česky Sympatizant, 2017, ISBN 978-80-7565-158-7)
- 2017 – Colson Whitehead, The Underground Railroad (česky Podzemní železnice, 2018, ISBN 978-80-756-5301-7)
- 2018 – Andrew Sean Greer, Less (česky  Less, aneb, Hledání ztraceného mládí. Překlad Jana Jašová. Voznice: Leda, 2018. 294 s. ISBN 978-80-7335-560-9.)
- 2019 – Richard Powers, The Overstory (česky  Stromy znamenají svět. Překlad Vladimír Medek. Voznice: Leda, 2020. 527 s. (Na jedné lodi). ISBN 978-80-7335-642-2.
- 2020 – Colson Whitehead, The Nickel Boys

### 2021–2030
- 2021 – Louise Erdrichová, The Night Watchman[2]
- 2022 – Joshua Cohen, The Netanyahus: An Account of a Minor and Ultimately Even Negligible Episode in the History of a Very Famous Family[3]
- 2023 – Hernan Diaz, Trust[4]
- 2023 – Barbara Kingsolverová, Demon Copperhead[5]

## Cena za fotografii
Součástí Pulitzerovy ceny jsou fotografická ocenění, která se udělují za významný přínos v černobílé nebo barevné fotografii. Od roku 1969 byla jediná kategorie – Pulitzer Prize for Photography – rozdělena na spot news (od roku 2000 breaking news) a feature photography. Pulitzerova komise s oceněním vydává také oficiální zprávu vysvětlující důvody pro udělení.